# Pawło Onyśko
Pawło Stepanowycz Onyśko, ukr. Павло Степанович Онисько (ur. 12 lipca 1979 we Lwowie) – ukraiński piłkarz grający na pozycji napastnika.

## Kariera piłkarska

### Kariera klubowa
Wychowanek klubu Karpaty Lwów, w którym rozpoczął karierę piłkarską. 18 lipca 1998 debiutował w Wyższej lidze w przegranym 0:1 meczu z Metalistem Charków. W 2001 został wypożyczony do FK Lwów, a latem 2002 do Obołoni Kijów, ale rozegrał tylko jeden mecz i na początku następnego roku przeniósł się do Illicziwca Mariupol. Ale i w mariupolskim klubie nieczęsto wychodził na boisko. Wiosną 2004 przeszedł do Hazowyk-Skała Stryj. Jesienią 2004 próbował swoich sił w Worskłe Połtawa. W 2006 występował w klubie Krymtepłycia Mołodiżne. Na początku 2007 jako wolny agent powrócił do Obołoni Kijów. Obecnie pełni funkcję kapitana drużyny. W lipcu 2010 został piłkarzem Prykarpattia Iwano-Frankowsk.

## Sukcesy i odznaczenia

### Sukcesy klubowe
- wicemistrz Pierwszej lihi Ukrainy: 2009